# Czartki (gmina Warta)
Czartki – wieś w Polsce, w województwie łódzkim, w powiecie sieradzkim, w gminie Warta.
W latach 1975−1998 miejscowość należała administracyjnie do województwa sieradzkiego.
Wieś Czartki obejmuje dwie dawne wsie: Czartki Małe i Czartki Wielkie. W 1870 w Czartkach Wielkich, położonych w północnej części wsi Czartki, urodził się Wincenty Szymborski. 